# Maxwell Cabelino Andrade
Maxwell Scherrer Cabelino Andrade (* 27. srpna 1981, Cachoeiro de Itapemirim, Brazílie), známý jako Maxwell, je bývalý brazilský fotbalista, který hrál mimo jiné francouzskou Ligue 1 za klub Paris SG. Hrál na pozici levého obránce, ale také záložníka. V roce 2004 získal ocenění nizozemský fotbalista roku.
Trenér Luiz Felipe Scolari jej vzal na domácí Mistrovství světa 2014 v Brazílii. Poprvé nastoupil až v zápase o bronz proti Nizozemsku (porážka 0:3). Brazilci obsadili konečné čtvrté místo a zůstali bez medaile.

## Úspěchy

### Individuální
- Tým roku Ligue 1 podle UNFP – 2012/13,[5] 2014/15,[6] 2015/16[7]

## Osobní
Jde o jednoho z nejlepších přátel Zlatana Ibrahimoviće už od dob, kdy spolu hráli v Ajaxu a Barceloně.[zdroj?] V Ibrahimovićově autobiografii se o Maxwellovi nachází spousta vtipů.[zdroj?]

## Statistiky
Aktualizováno: 20. května 2012
| Klub             | Sezóna           | Liga   | Liga | Pohár  | Pohár | Evropa | Evropa | Celkem | Celkem |
| Klub             | Sezóna           | Starty | Góly | Starty | Góly  | Starty | Góly   | Starty | Góly   |
| ---------------- | ---------------- | ------ | ---- | ------ | ----- | ------ | ------ | ------ | ------ |
| Ajax             |                  |        |      |        |       |        |        |        |        |
| 2001–02          | 24               | 0      | 2    | 0      | 2     | 0      | 28     | 0      |        |
| 2002–03          | 30               | 4      | 1    | 0      | 10    | 0      | 41     | 4      |        |
| 2003–04          | 31               | 2      | 2    | 0      | 7     | 0      | 40     | 2      |        |
| 2004–05          | 29               | 3      | 4    | 0      | 5     | 0      | 38     | 3      |        |
| 2005–06          | 0                | 0      | 0    | 0      | 0     | 0      | 0      | 0      |        |
| Celkem           | 114              | 9      | 9    | 0      | 24    | 0      | 147    | 9      |        |
| Inter            |                  |        |      |        |       |        |        |        |        |
| 2006–07          | 22               | 1      | 0    | 0      | 2     | 0      | 24     | 1      |        |
| 2007–08          | 32               | 0      | 0    | 0      | 7     | 0      | 39     | 0      |        |
| 2008–09          | 25               | 1      | 0    | 0      | 4     | 0      | 29     | 1      |        |
| Celkem           | 79               | 2      | 0    | 0      | 13    | 0      | 92     | 2      |        |
| Barcelona        |                  |        |      |        |       |        |        |        |        |
| 2009–10          | 25               | 0      | 4    | 0      | 7     | 0      | 36     | 0      |        |
| 2010–11          | 25               | 0      | 9    | 1      | 7     | 0      | 41     | 1      |        |
| 2011–12          | 7                | 0      | 2    | 1      | 3     | 0      | 12     | 1      |        |
| Celkem           | 57               | 0      | 15   | 2      | 17    | 0      | 89     | 2      |        |
| Paris SG         | 2011–12          | 14     | 1    | 1      | 0     | 0      | 0      | 15     | 1      |
| Paris SG         | 2012–13          | 33     | 2    | 5      | 0     | 10     | 0      | 48     | 2      |
| Paris SG         | Celkem           | 47     | 3    | 6      | 0     | 10     | 0      | 63     | 3      |
| Celkem v kariéře | Celkem v kariéře | 297    | 14   | 29     | 1     | 66     | 0      | 399    | 16     |